# 카사 데 무녜코스
《카사 데 무녜코스》(스페인어: Casa de muñecos)는 2018년 방영된 칠레의 텔레노벨라이다.